# Link (The Legend of Zelda)
Link (Japans: リンク, Rinku) is de hoofdfiguur uit de computerspelserie van The Legend of Zelda. Hij kwam het eerst voor in het spel The Legend of Zelda uit 1986. Het personage was toen nog een simpel tweedimensionaal personage, inmiddels is hij driedimensionaal. Hij komt ook voor in andere games, stripboeken en een tekenfilmserie.
Link is een jonge man die leeft in Hyrule. Zijn leeftijd verschilt per game. Link heeft blond haar, en blauwe ogen. Hij draagt meestal een groene tuniek en een groene muts, hoewel zijn kleding ook rood of blauw kan zijn. In de meeste games reist Link door Hyrule, waar hij duistere krachten en Ganon, ook bekend als Ganondorf, verslaat. Om Ganon te verslaan heeft Link de Master Sword nodig, die hij krijgt na veel missies. Daarnaast heeft hij nog andere wapens zoals de boemerang, bommen, een boog en een schild. In de meeste games wordt Link afgebeeld als een dappere held, die een sterke relatie heeft met Prinses Zelda. In enkele games beschikt Link over een muzikaal instrument, waarop hij verschillende melodieën kan spelen om geheimen te ontgrendelen.

## Games met Link

### The Legend of Zelda
- The Legend of Zelda (1987, NES)
- Zelda II: The Adventure of Link (1989, NES)
- The Legend of Zelda: A Link to the Past (1992, SNES)
- The Legend of Zelda: Link's Awakening (1993, Game Boy)
- The Legend of Zelda: Ocarina of Time (1998, Nintendo 64/2007 Wii Virtual Console)
- The Legend of Zelda: Oracle of Seasons en The Legend of Zelda: Oracle of Ages (2000, Game Boy Color)
- The Legend of Zelda: Majora's Mask (2000, Nintendo 64/2007 Wii Virtual Console)
- The Legend of Zelda: A Link to the Past/Four Swords (2001, Game Boy Advance)
- The Legend of Zelda: The Wind Waker (2003, GameCube)
- The Legend of Zelda: The Minish Cap (2004, Game Boy Advance)
- The Legend of Zelda: Four Swords Adventures (2005, GameCube)
- The Legend of Zelda: Twilight Princess (2006, GameCube/Wii)
- The Legend of Zelda: Phantom Hourglass (2007, Nintendo DS)
- The Legend of Zelda: Spirit Tracks (2009, Nintendo DS)
- The Legend of Zelda: Ocarina of Time 3D (2011, Nintendo 3DS)
- The Legend of Zelda: Skyward Sword (2011, Wii)
- The Legend of Zelda: The Wind Waker HD (2013, Wii U)
- The Legend of Zelda: A Link Between Worlds (2013, 3DS)
- Hyrule Warriors (2015, Wii U)
- The Legend of Zelda: Breath of the Wild (2017), Wii U en Nintendo Switch
- The Legend of Zelda: Tears of the Kingdom (2023, Nintendo Switch)

### Overig
- Link: The Faces of Evil (1993, Philips CD-i)
- Zelda: The Wand of Gamelon (1993, Philips CD-i)
- Zelda's Adventure (1994, Philips CD-i)
- Super Smash Bros. (1999, Nintendo 64)
- Super Smash Bros Melee (2002, GameCube)
- Soul Calibur II (2003, GameCube)
- Super Smash Bros. Brawl (2008, Wii)
- Link's Crossbow Training (2008, Wii)
- Super Smash Bros. voor 3DS en Wii U (2014), Wii U
- Mario Kart 8 (2014), Wii U
- Mario Kart 8 Deluxe (2017), Nintendo Switch

## Links alter ego's
Young Link 
Young Link is een jongere versie van Link. Hij kwam voor in The Legend of Zelda: Ocarina of Time, The Legend of Zelda: Ocarina of Time Master Quest, The Legend of Zelda: Majora's Mask en Super Smash Brothers Melee.
 Toon Link 
Toon Link is ook een soort jongere Link. Hij ziet er alleen veel tekenfilmachtiger uit en bezit in The Legend of Zelda: The Wind Waker een dirigeerstokje genaamd de "Wind Waker" waarmee hij de windrichtingen kan veranderen. Hij heeft dit stokje ook als boven-provocatie in Super Smash Brothers Brawl. Hij komt voor in meerdere spellen: The Legend of Zelda: The Minish Cap, The Legend of Zelda: Four Swords Adventures, The Legend of Zelda: The Wind Waker, The Legend of Zelda: Phantom Hourglass, The Legend of Zelda: Spirit Tracks, Super Smash Brothers Brawl en Super Smash Bros. voor 3DS en Wii U.

## Trivia
- Link is een van de weinige linkshandige characters in videogames. Alleen in de Wii-versie van The Legend of Zelda: Twilight Princess, The Legend of Zelda: Skyward Sword en The Legend of Zelda: Breath of the Wild was hij rechtshandig. In Breath of the Wild werd Link rechtshandig gemaakt om de knoppen op de controller die de wapenhand bedienen en de wapenhand zelf aan dezelfde zijde te houden.
- In het begin van veel games, slaapt Link.
- Link werd geprezen door een "Gay-magazine":"When darkness enshrouds the land, Nintendo's sexy farm-boy-turned-wolf sets out to save the day in this upcoming game. His weapons: a sword, a bow, arrows, and kick-ass grooming skills."
- Link heeft een ster op de Walk of Game.
- Link komt ook voor in de GameCube versie van het spel Soul Calibur II.
- Link is het eerste niet-Mario-gerelateerde personage dat in Mario Kart speelbaar is.